# Wynohradiw
Wynohradiw (ukr. Виноградів; do 1946 roku Sewlusz; węg. Nagyszőlős) – miasto na Ukrainie, w obwodzie zakarpackim, siedziba administracyjna rejonu wynohradiwskiego.
Miejscowość leży na Nizinie Zakarpackiej, na północ od Cisy, u zbiegu granic Ukrainy, Węgier i Rumunii. Od najdawniejszych czasów ośrodek produkcji wina. 
Czas i okoliczności powstania Sewlusza nie są znane. Pierwsza wzmianka o miejscowości Zceuleus, już wtedy mieście królewskim, pochodzi z 1262 roku. W 1329 roku król Węgier Karol Robert nadał miastu dodatkowe przywileje handlowe. Od tego czasu Sewlusz był siedzibą władz komitatu Ugocsa. 23 stycznia 1662 roku doszło pod miastem do bitwy oddziałów tureckich, sprzymierzonych z węgierskim księciem Mihály’em Apafi, z wojskami siedmiogrodzkiego wojewody Jánosa Kemény’ego, który przegrał tę bitwę i poległ. W 1717 roku zagon tatarski wymordował bądź zabrał w niewolę niemal wszystkich mieszkańców miasta. W 1880 roku Sewlusz miał 4,4 tys. mieszkańców, w 1910 roku – 7,8 tys., z czego 5,9 tys. Węgrów, 1,3 tys. Rusinów i 0,5 tys. Niemców. 
W 1919 roku Sewlusz znalazł się w nowo powstałej Czechosłowacji. W marcu 1939 roku wraz z całą Rusią Zakarpacką został anektowany przez Węgry. W październiku 1944 roku został zajęty przez oddziały 4 Frontu Ukraińskiego. Około 4 tys. mieszkańców miasta zostało wywiezionych w głąb ZSRR, około 70% z nich zginęło.
W 1945 roku Sewlusz przyłączono do radzieckiej Ukrainy. 
Od 16 grudnia 1945 roku zaczęto wydawać gazetę. W 1946 roku nazwa miasta została zmieniona na obecną.
W 1989 liczyło 25 663 mieszkańców.
W 2013 liczyło 25 565 mieszkańców.

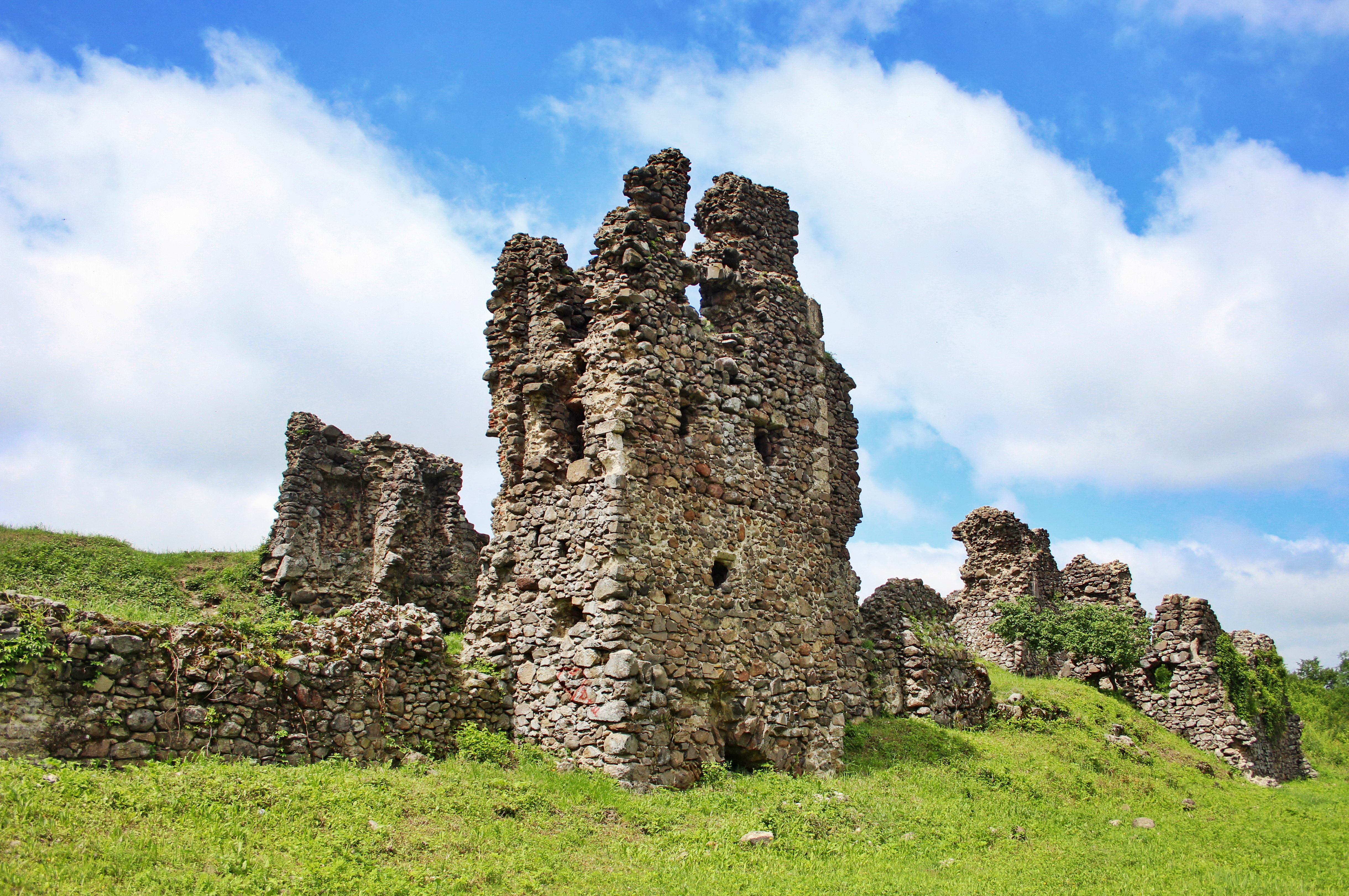
Ruiny zamku Ugocsa
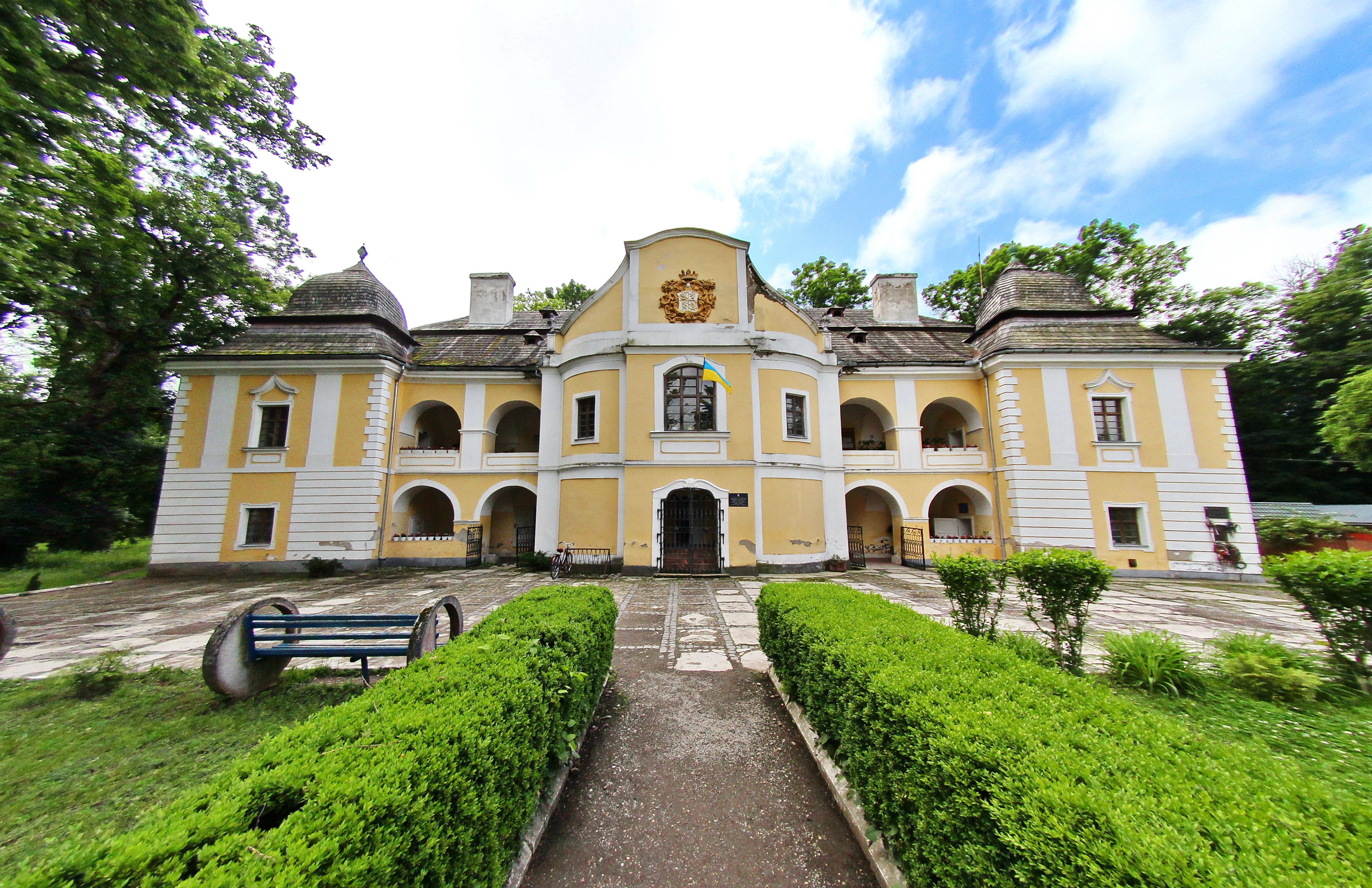
pałac Perényich
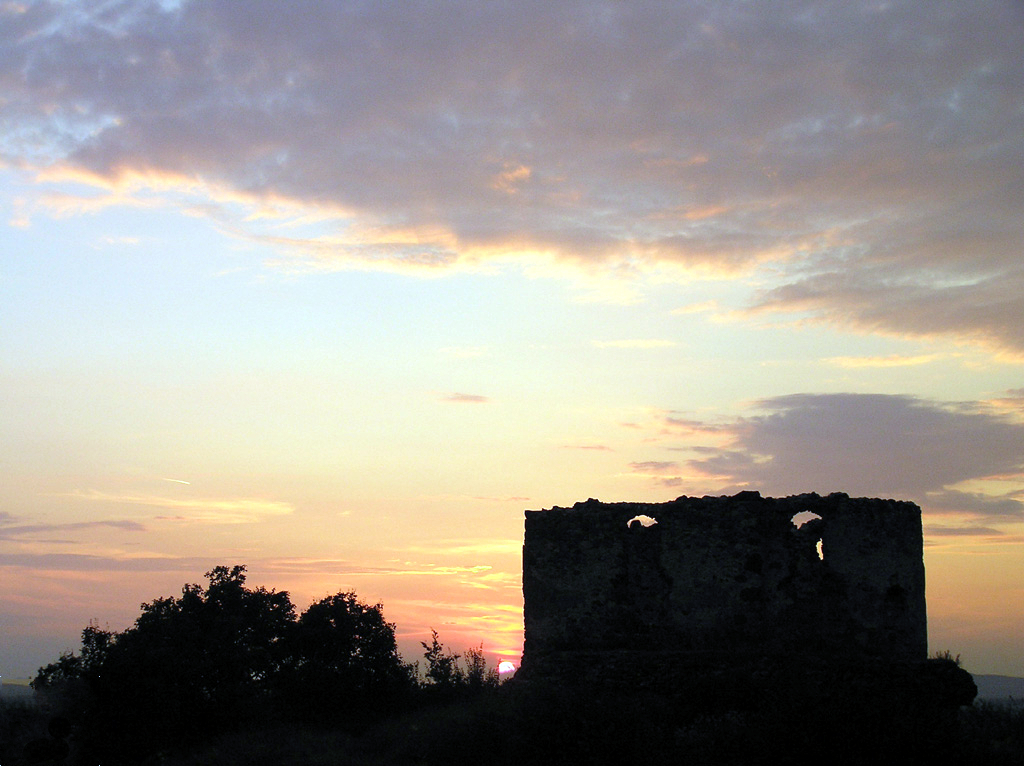
Ruiny zamku

## Zabytki
- ruiny XIII-wiecznego zamku Ugocsa z małą kapliczką z XIV wieku,
- pałac Perényich z 1399 roku, przebudowany w stylu barokowym. Baron Perényi zdecydował się wybudować pałac w mieście, w pobliżu zamku, z którego w sytuacji awaryjnej można było przejść do bardziej strategicznych i bezpieczniejszych miejsc. Aby to zrobić, wybrał istniejący pałac, który został zbudowany w XIV wieku. Pałac pierwotnie był jednopiętrowy, ale w XVII wieku dobudowano dwie wieże na rogach. Obiekt ma piękną centralną fasadę a w elewacji herb w kształcie rynny. Pierwsze piętro zostało wykorzystane na potrzeby gospodarstwa domowego.
- klasztor i kościół franciszkanów z 1744 roku,
- kościół NMP z XIII wieku, przebudowany na gotycki w XV wieku, odbudowany na początku XX wieku,
- neoklasycystyczny kościół protestancki z 1828 roku.

## Miasta partnerskie
- Dynów
- Fehérgyarmat
- Nyírbátor
- Vranov nad Topľou